# Mangatarem
Mangatarem ist eine Stadtgemeinde in der philippinischen Provinz Pangasinan. Sie grenzt im Südwesten an die Provinz Zambales und im Südosten an Tarlac. In dem 323 km² großen Gebiet lebten im Jahre 2015 73.241 Menschen, wodurch sich eine Bevölkerungsdichte von 227 Einwohnern pro km² ergibt. Die Gemeinde wurde 1827 von Dominikanern gegründet. Auch hier ist die Landwirtschaft der wichtigste Erwerbszweig.
Mangatarem ist in insgesamt 82 Baranggays aufgeteilt.